# Sijiazi (Faku)
Die „Gemeinde Sijiazi der Mongolen“ (chinesisch 四家子蒙古族乡, Pinyin Sìjiāzi Měnggǔzú Xiāng) ist eine Nationalitätengemeinde im mittleren Norden des Kreises Faku der Unterprovinzstadt Shenyang in der nordostchinesischen Provinz Liaoning. Die Gemeinde hat eine Fläche von 95,47 km² und 16.496 Einwohner (Zählung 2012), davon 47,4 % Mongolen. 35,5 % der Gemeindefläche sind von Wald bedeckt und werden forstwirtschaftlich genutzt, davon allein 2 km² Haselnussplantage, die Sijiazi provinzweit für seine Haselnussproduktion bekannt macht. Neben der regional üblichen Landwirtschaft ist auch die Viehzucht (2012: 25.600 Rinder, 32.000 Schafe, 58.500 Schweine, 940.000 Stück Geflügel) von Bedeutung. Hinzu kommt seit einiger Zeit der wachsende Tourismus für den die Gemeinde als Sehenswürdigkeit vor allem sieben mongolische Prinzengräber aus der Qing-Dynastie zu bieten hat, darunter das Grab eines direkten Nachfahren Qinggis Haans in 26. Generation, des Prinzen Senggerinqen. Die steinerne Grabstele ist ein geschütztes Kulturdenkmal auf Provinzebene.

## Administrative Gliederung
Sijiazi setzt sich aus neun Dörfern zusammen. Diese sind:
- Dorf Sijiazi (四家子村), Sitz der Gemeinderegierung;
- Dorf Chenwushitun (陈五十屯村);
- Dorf Gongzhuling (公主陵村);
- Dorf Hongshadi (红沙地村);
- Dorf Houmanzhoutun (后满洲屯村);
- Dorf Lixiangpu (李祥堡村);
- Dorf Manzhoutun (满洲屯村);
- Dorf Taojiatun (陶家屯村);
- Dorf Wangyeling (王爷陵村).